# Э̄
Э̄ (kleingeschrieben э̄, IPA-Aussprache /ɛː/) ist ein Buchstabe des kyrillischen Alphabets, bestehend aus einem Э mit Makron. 
Im Alphabet des Kildinsamischen, das distinktive Länge systematisch markiert, erscheint das Makron auch auf anderen Vokalbuchstaben.